# جینبرا سن میگل
جینبرا سن میگل (انگلیسی: Ginebra San Miguel) شرکت نوشیدنی فیلیپینی است، که در سال ۱۸۳۴ تأسیس شد.